# Margarita Quetglas
Margarita Quetglas Quesada, née le 13 juillet 1958, est une femme politique espagnole membre de Podemos.

## Biographie

### Vie privée
Elle est divorcée.

### Activités politiques
Elle est candidate en sixième position sur la liste de Podemos à l'occasion des élections au Parlement des îles Baléares de 2015 mais seuls cinq sièges sont remportés par la candidature. Le 20 décembre 2015, elle est élue sénatrice pour Majorque au Sénat et réélue en 2016.
Au Sénat, elle est porte-parole à la commission de l'Environnement et du Changement climatique et vice-porte-parole à la commission des Affaires hispano-américaines.